# Пойка
Пойка — река в России, протекает в Лукояновском районе Нижегородской области. Устье реки находится в 283 км по левому берегу реки Тёша. Длина реки составляет 11 км.
Исток реки на Приволжской возвышенности южнее села Атингеево в 16 км к западу от города Лукоянов. Река течёт на северо-восток по безлесой местности, протекает сёла Атингеево и Поя. Впадает в Тёшу ниже последнего.

## Данные водного реестра
По данным государственного водного реестра России относится к Окскому бассейновому округу, водохозяйственный участок реки — Тёша от истока и до устья, речной подбассейн реки — Бассейны притоков Оки от Мокши до впадения в Волгу. Речной бассейн реки — Ока.
По данным геоинформационной системы водохозяйственного районирования территории РФ, подготовленной Федеральным агентством водных ресурсов:
- Код водного объекта в государственном водном реестре — 09010300212110000030410
- Код по гидрологической изученности (ГИ) — 110003041
- Код бассейна — 09.01.03.002
- Номер тома по ГИ — 10
- Выпуск по ГИ — 0